# Габріель Атталь
Габріель Атталь (фр. Gabriel Attal, Gabriel Nissim Attal de Couriss; нар. 16 березня 1989, Кламар, Франція) — французький політик українського походження, член партії Відродження (RE), прем'єр-міністр Франції (з 9 січня по 5 вересня 2024). Був міністром освіти та молоді в уряді прем'єр-міністра Елізабет Борн з липня 2023 р. Також він був прессекретарем уряду з 2020 по 2022 роки та міністром громадських дій і рахунків з 2022 по 2023 рік за президента Емманюеля Макрона. 9 січня 2024 року він був обраний прем'єр-міністром замість Елізабет Борн.
Обраний міністром освіти та молоді, а пізніше прем'єр-міністром Франції у віці 34 років, наймолодший і перший відкритий гей, який посів цю посаду у Французькій п'ятій республіці. Наймолодший чинний державний лідер у світі. Його описували як «висхідну зірку серед макроністів» і союзника президента Макрона.

## Ранні роки та освіта
Атталь народився 16 березня 1989 року в Кламарі, Іль-де-Франс. Його батько, Ів Атталь, був юристом і кінопродюсером, наполовину туніського єврейського (сефарди) походження (по батьківській лінії) і наполовину ельзаського єврейського (ашкеназі) походження (по материнській лінії). Мати Атталя, Mary de Couriss (Марія Олександрівна де Куріс), має французьке та греко-українське дворянське коріння. Її предки довгі роки мешкали в Україні під Одесою, де мали свій маєток з чудовим замком, засновником якого був її пращур Іван Онуфрійович Куріс. І. О. Куріс був одружений на Уляні Іванівні Ханенко із роду гетьмана Війська Запорозького Михайла Ханенка, мати якої, Софія Іванівна Горленко доводилась правнучкою гетьмана Данила Апостола. Габріель Атталь, як і усі його прародичі, був охрещений в православ'я. Він виріс у сім'ї з трьома сестрами. Габріель Атталь 13-14 вересня 2024 року вперше здійснив візит до України. Разом із матір'ю Марі де Куріс вони відвідали Київ, Одесу та с. Курісове, де у старовинному родовому маєтку вшанували пам'ять своїх предків. 
Атталь навчався в приватній школі Ельзасьєн у 6-му окрузі. Його політична діяльність почалася з участі в молодіжних протестах 2006 року у Франції. Зайнявши місце в Sciences Po у 2007 році, він створив комітет для підтримки Інґрід Бетанкур, франко-колумбійської заручниці, утримуваної FARC. Він закінчив Sciences Po у 2012 році зі ступенем магістра зв'язків з громадськістю, вивчав право в університеті Пантеон-Ассас з 2008 по 2011 рік, при цьому рік (2009—2010) провів у роботі з Еріком де Шассі, директором Французької академії в Римі.

## Політична кар'єра

### Радник
Після стажування у Національній асамблеї Франції у Марісоль Турен під час президентської кампанії 2012 року Аттал п'ять років працював радником міністра охорони здоров'я, де була функція зв'язку з парламентом і написання промов.
На муніципальних виборах 2014 року Аттал посів п'яте місце в списку Соціалістичної партії. Він був обраний одним із чотирьох радників Соціалістичної партії у Ванві і очолив опозицію після відставки глави списку соціалістів.

### Депутат Національних зборів (2017—2018)
Атталь був обраний до Національних зборів Франції 18 червня 2017 року, представляючи 10-й виборчий округ О-де-Сен, перемігши призначеного наступника Андре Сантіні.
Атталь вважався одним із найталановитіших нових членів парламенту разом з Амелі де Моншален. Бувши депутатом Національної асамблеї, він став членом Комітету у справах культури та освіти, де він служив батогом групи «La République En Marche!».
У грудні 2017 року Аттал був призначений доповідачем щодо законопроєкту про доступ до вищої освіти.
Атталь був призначений прессекретарем «La République En Marche!» у січні 2018 року та у вересні 2018 року. Після обрання Рішара Феррана президентом Національної асамблеї, він балотувався як кандидат, щоб змінити його на посаді президента групи «La République En Marche!», але того дня зняв свою кандидатуру перед виборами, коли він вважався одним із трьох фаворитів. Пізніше він підтримав Ролана Лескюра.

### Член Уряду (2018—2024)
16 жовтня 2018 року Атталь був призначений державним секретарем (молодшим міністром) міністра національної освіти та молоді Жана-Мішеля Бланкера. У свої 29 років він був наймолодшим членом уряду під час П'ятої республіки, побивши на кілька місяців попередній рекорд, встановлений Франсуа Баруаном у 1995 році. Відповідав за питання молоді та створення загальної національної служби.
З 2020 по 2022 рік він був речником уряду під час прем'єр-міністра Жана Кастекса. У травні 2022 року він став міністром громадської діяльності та рахунків в уряді прем'єр-міністра Елізабет Борн.
У липні 2023 року Атталь був призначений міністром національної освіти та молоді під час перестановок у французькому уряді 2023 року. У віці 34 років він став наймолодшою особою, яка обіймала цю посаду під час П'ятої республіки. На цій посаді він оголосив про заборону більшої кількості релігійних символів у державних школах Франції, які вже включали християнські хрести, єврейські кипи та ісламські покривала.

### Прем'єр-міністр
Після відставки Борне з посади прем'єр-міністра 8 січня 2024 року джерела ЗМІ оголосили Аттал фаворитом її наступника. Його призначення прем'єр-міністром було оголошено 9 січня. У віці 34 років він став наймолодшим і першим відкритим геєм, який обіймав цю посаду у Франції. У липні 2024 року стало відомо, що Атталь запланував піти у відставку після другого туру парламентських виборів у Франції.

## Особисте життя
Атталь є геєм і жив у цивільному союзі зі Стефаном Сежурне, членом Європейського парламенту від «La République En Marche!». Стосунки припинилися до 2022 року. Аттал сказав, що піддавався гомофобним знущанням у школі. 2018 року про нього написав у Twitter колишній однокласник Хуан Бранко, описавши, як Габріель був об'єктом знущань на ґрунті гомофобії та антисемітизму.